# Clan Hara
Le clan Hara (原氏) était une ancienne famille japonaise originaire de la province de Shimōsa qui servit d'abord le clan Chiba. Trois membres de ce clan (Toratane Hara, Yasukage Hara et Masatane Hara) connurent une certaine gloire au service du clan Takeda dans la province de Kai. Après la chute des Takeda, certains membres de la famille Hara entrèrent au service de Tokugawa Ieyasu.

## Membres du clan
- Toratane Hara (1497-1564)
- Yasukage Hara (1524-1575)
- Masatane Hara (?-1575)
- Torayoshi Hara (?-?)
- Toranaga Hara (?-?)